# 1824 Haworth
1824 Haworth eller 1952 FM är en asteroid i huvudbältet, som upptäcktes 30 mars 1952 av Indiana Asteroid Program vid Indiana University Bloomington med Goethe Link Observatory. Asteroiden har fått sitt namn efter Leland J. Haworth.
Asteroiden har en diameter på ungefär 14 kilometer och den tillhör asteroidgruppen Koronis.